# 宝生流 (ワキ方)
宝生流（ほうしょうりゅう）は能楽におけるワキ方の流儀の一つ。シテ方宝生流と区別して下掛宝生流（略して「下宝生」「下宝」または「ワキ宝」）とも呼ぶ。明治以降ワキ方の諸流派が没落していった結果、現在では最大流派となっている。

## 由来
ワキ方五流のうちではもっとも後発であり、徳川綱吉による宝生流優遇策の一環として、春藤流（金春流座付）より出て一家を成した。このため上掛のシテ方の座付でありながら、金春流の影響を受けた下掛の芸風を残しており、これが「下掛宝生流」という別名の由来となっている。
大名家の庇護を失った明治維新直後には、他のワキ方の例に漏れずきわめて困窮したが、八世宗家宝生新朔が東京を離れずに演能活動を続け、子の宝生新（十世宗家）、女婿宝生弥一・森茂好らが名手として活躍したこと、また江戸時代から素謡教授として強固な基盤を持っていた松山藩出身の知識人たち（池内信嘉・高浜虚子）の後援があったこと、さらには右のような理由から東京における演能のワキを独占するかたちになったことなどの事情もあって、現在にいたるまでワキ方につよい勢力を維持するに至っている。

## 特徴
高浜虚子・河東碧梧桐のほか、夏目漱石などの文人がたしなんだことからもわかるように、素謡教授を熱心に行うことで知られ、現在ではワキ方で唯一独自の謡本を刊行する流儀である。

## 家系
宝生流と言ってもシテ方宝生家とは別系統であり、春藤流三世春藤六右衛門の三男権七を一世とし、その娘婿新之丞の代より宝生を名乗るようになった。新之丞は後に幕府旗本となり、東條平左衛門を名乗り、長男新次郎薫通が宝生家を継ぎ、二男平左衛門道潔の子孫が旗本家を継ぎ、幕末に至っている。

また、六世新之丞の弟錠之助は盛岡藩南部家に召し抱えられ、東條錠之助を名乗り、盛岡藩士東條家の祖となっている。

## 宗家代々
- 一世 - 春藤権七
  - 春藤家三世春藤六右衛門の子。
- 二世 - 宝生新之丞正俊
  - 松平采女正家臣の子・一世の婿養子。
- 三世 - 宝生新次郎薫通
  - 二世の子。
- 四世 - 宝生新之丞英蕃
  - 三世の子。
- 五世 - 宝生新八郎英孝
  - 四世の子。
- 六世 - 宝生新之丞英勝
  - 五世の子。
- 七世 - 宝生金五郎蕃弥
  - 六世の子。
- 八世 - 宝生新朔
  - 七世の子。
- 九世 - 宝生金五郎英周
  - 七世の子。
- 十世 - 宝生新
  - 九世の長男。
- 十一世 - 宝生哲
  - 十世の子。
- 十二世 - 宝生閑
  - 十世の次女の女婿・宝生弥一の長男。
- 十三世 - 宝生欣哉
  - 十二世の長男。